# Eder Vilarchao Ruiz
Eder Vilarchao Ruiz, (Baracaldo, Vizcaya, 9 de febrero de 1990), más conocido como Vilarchao, es un exfutbolista español que jugaba como centrocampista. 
En 2015 anunció su retirada como profesional, con sólo 25 años, por una grave lesión de tobillo que sufrió una semana después de su debut en Primera División.

## Trayectoria
Se formó futbolísticamente en las categorías inferiores del Athletic Club, en la cantera de Lezama, desde el año 2000. Anteriormente había pasado por la cantera del Santutxu FC, donde coincidió con Ibai Gómez y Jon Ander Serantes.
En 2009 promocionó al CD Basconia, segundo filial del Athletic. Allí pasó dos temporadas hasta que fue cedido al Sestao River de cara a la temporada 2011-12. Tras finalizar su contrato con el club rojiblanco, se incorporó al Real Betis "B" en 2012. El técnico del primer equipo verdiblanco, Pepe Mel, le hizo debutar en Primera División el 13 de enero de 2013, en el estadio Benito Villamarín, frente al Levante UD (2-0). Al término del mismo, Pepe Mel afirmó que: -"Eder es un fichaje de invierno". Cuatro días después fue titular, en el Estadio Vicente Calderón, frente al Atlético de Madrid en Copa del Rey. El 23 de enero se lesionó en el tobillo izquierdo durante un entrenamiento, del cual tuvo que ser operado. Esta lesión le obligó a anunciar su retirada, el 18 de noviembre de 2015, casi tres años después de su operación.

## Clubes
| Club                     | País   | Año         |
| ------------------------ | ------ | ----------- |
| Club Deportivo Basconia  | España | 2009 - 2011 |
| Sestao River             | España | 2011 - 2012 |
| Betis Deportivo Balompié | España | 2012 - 2013 |
| Real Betis Balompié      | España | 2013 - 2015 |

## Vida personal
Es sobrino del exfutbolista del Athletic Club, Carlos Ruiz Herrero.